# 熊本県道138号辛川鹿本線
熊本県道138号辛川鹿本線（くまもとけんどう138ごう からかわかもとせん）は、熊本県菊池郡菊陽町から山鹿市に至る一般県道である。

## 概要
当県道には狭隘な区間が数箇所ほどあり、また右左折を繰り返すなどルートも複雑である。

### 路線データ
- 起点：熊本県菊池郡菊陽町大字辛川（国道443号（熊本県道103号熊本空港線重複区間）交点）
- 終点：熊本県山鹿市鹿本町来民（鹿本町来民交差点、国道325号（国道443号重複区間）交点、大分県道・熊本県道9号日田鹿本線終点）

## 路線状況

### 重複区間
- 熊本県道145号瀬田熊本線（菊池郡菊陽町大字辛川）
- 熊本県道207号瀬田竜田線（菊池郡菊陽町大字津久礼）
- 熊本県道311号新山原水線（バイパス側、菊池郡菊陽町新山1丁目 - 菊池郡菊陽町原水）
- 熊本県道30号大津植木線・熊本県道49号熊本大津線・熊本県道316号住吉熊本線（合志市福原）
- 熊本県道329号原植木線（菊池市泗水町豊水）

## 地理

### 通過する自治体
- 菊池郡菊陽町
- 合志市
- 菊池郡菊陽町
- 合志市
- 菊池市
- 山鹿市
※国体道路南北線に接続するバイパス部分は熊本市東区を通過する。

### 交差する道路
| 交差する道路                                                                                                 | 交差する道路                           | 市町村名 | 市町村名   | 交差する場所            | 交差する場所 |
| --- | -------------------------------------- | -------- | ---------- | ----------------------- | ------------ |
| | 国道443号 熊本県道103号熊本空港線 重複 | 菊池郡   | 菊陽町     | 大字辛川                | 起点         |
| 熊本県道145号瀬田熊本線 重複区間起点                                                                         | 大字辛川                               | 菊池郡   | 菊陽町     |                         |              |
| 熊本県道145号瀬田熊本線 重複区間終点                                                                         | 大字辛川                               | 菊池郡   | 菊陽町     |                         |              |
| 熊本県道207号瀬田竜田線 重複区間起点                                                                         | 津久礼                                 | 菊池郡   | 菊陽町     |                         |              |
| 熊本県道207号瀬田竜田線 重複区間終点                                                                         | 津久礼                                 | 菊池郡   | 菊陽町     |                         |              |
| 国道57号 | 大字津久礼                             | 菊池郡   | 菊陽町     | 津久礼交差点            |              |
| 熊本県道337号熊本菊陽線                                                                                      | 大字津久礼                             | 菊池郡   | 菊陽町     | 竹迫踏切際交差点        |              |
| バイパス | 熊本県道145号瀬田熊本線 重複区間終点   | 菊池郡   | 菊陽町     | 大字辛川                |              |
| バイパス | 国道57号                               | 菊池郡   | 菊陽町     | 大字津久礼              | 石坂交差点   |
| バイパス | 熊本県道311号新山原水線 重複区間起点   | 菊池郡   | 菊陽町     | 新山1丁目               |              |
| バイパス | 熊本県道311号新山原水線 重複区間終点   | 菊池郡   | 菊陽町     | 原水                    |              |
| | 熊本県道138号辛川鹿本線 / バイパス     | 合志市   | 合志市     | 福原                    |              |
| 熊本県道341号大津西合志線                                                                                    | 福原                                   | 合志市   | 合志市     |                         |              |
| 熊本県道30号大津植木線 重複区間起点 熊本県道49号熊本大津線 重複区間起点 熊本県道316号住吉熊本線 重複区間起点 | 福原                                   | 合志市   | 合志市     |                         |              |
| 熊本県道30号大津植木線 重複区間終点 熊本県道49号熊本大津線 重複区間終点 熊本県道316号住吉熊本線 重複区間終点 | 福原                                   | 合志市   | 合志市     |                         |              |
| 熊本県道329号原植木線 重複区間起点                                                                           | 菊池市                                 | 菊池市   | 泗水町豊水 |                         |              |
| 熊本県道204号西古閑泗水線                                                                                    | 菊池市                                 | 菊池市   | 泗水町豊水 |                         |              |
| 国道387号 熊本県道329号原植木線 重複区間終点                                                                 | 菊池市                                 | 菊池市   | 泗水町豊水 | 泗水町吉富交差点        |              |
| 熊本県道37号熊本菊鹿線                                                                                       | 菊池市                                 | 菊池市   | 七城町林原 |                         |              |
| 熊本県道53号植木インター菊池線                                                                               | 菊池市                                 | 菊池市   | 七城町林原 |                         |              |
| 国道325号 国道443号 重複 大分県道・熊本県道9号日田鹿本線                                                     | 山鹿市                                 | 山鹿市   | 鹿本町来民 | 鹿本町来民交差点 / 終点 |              |

### 交差する鉄道
- 豊肥本線

### 沿線
- JR九州豊肥本線 三里木駅
- 白川
- 菊池川
- 菊池市泗水総合支所
- 泗水孔子公園
- 七城温泉ドーム